# Cazaril-Tambourès
Cazaril-Tambourès este o comună în departamentul Haute-Garonne din sudul Franței. În 2009 avea o populație de 75 de locuitori.

## Evoluția populației
| An        | 1975 | 1982 | 1990 | 1999 | 2006 | 2009 |
| --------- | ---- | ---- | ---- | ---- | ---- | ---- |
| Populație | 98   | 114  | 104  | 99   | 83   | 75   |